# Kopnięcie opadające

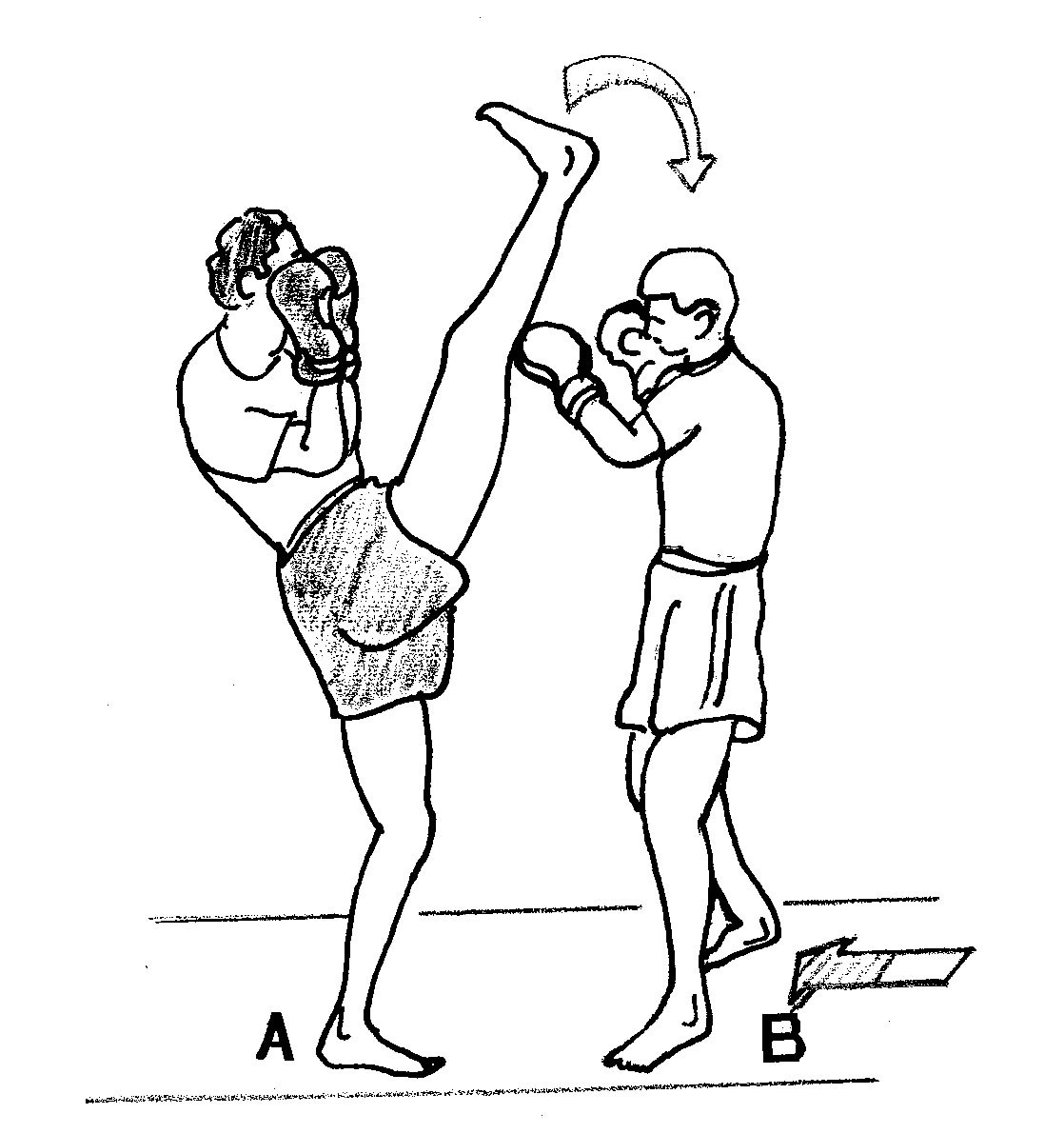

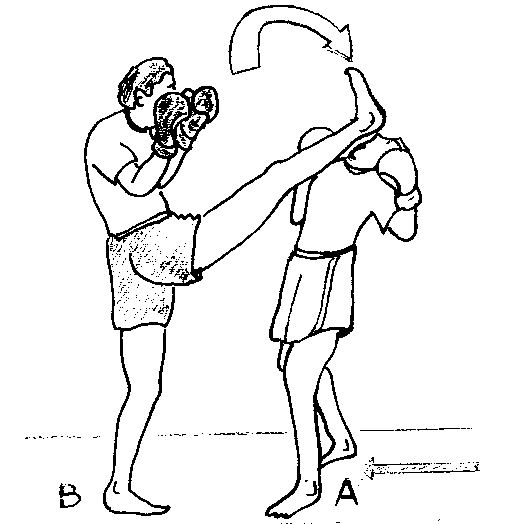

Kopnięcie opadające lub ściągające (kor. nerio chagi, jap. kakato geri) – kopnięcie polegające na jak najwyższym uniesieniu nogi i opuszczeniu jej na głowę, szyję lub bark przeciwnika. Cios wymaga stosunkowo dużego rozciągnięcia. Wykorzystywany jest w wielu dyscyplinach walki, takich jak taekwondo, kick-boxing czy karate.
Kopnięcie to do perfekcji opanował i często używał w walce karateka i kick-boxer Andy Hug.